# Bob Finlay
Bob Finlay, född 3 augusti 1943, är en friidrottare från Kanada. Han deltog vid olympiska sommarspelen 1968 och olympiska sommarspelen 1972.